# Mesosemia phelina
Mesosemia phelina är en fjärilsart som beskrevs av Felder 1862. Mesosemia phelina ingår i släktet Mesosemia och familjen Riodinidae. Inga underarter finns listade i Catalogue of Life.